# Stadion De Vliert
Das Stadion De Vliert (durch Sponsoringvertrag Timmermans Infra Stadion De Vliert) ist ein Fußballstadion in der südniederländischen Stadt ’s-Hertogenbosch, Hauptstadt der Provinz Nordbrabant. Der Fußballverein FC Den Bosch nutzt das Stadion für seine Heimspiele.

## Geschichte
Das ursprüngliche Stadion wurde 1951, u. a. mit der Leichtathletik-Olympiasiegerin Fanny Blankers-Koen, eröffnet. Damals besaß die Sportstätte eine Leichtathletikanlage, fasste 30.000 Zuschauer und war zu der Zeit eines der größten Stadien der Niederlande. Im Jahr 1997 wurde das alte Stadion abgerissen und durch einen Neubau ohne Laufbahn ersetzt. Das Spielfeld wurde dabei um 90° gedreht. Die neue Heimat des FC Den Bosch besteht aus vier einzelnen, überdachten Sitzplatztribünen mit einem Fassungsvermögen von 8.500 Besuchern. In den vier offenen Ecken des Stadions, hinter den Flutlichtmasten, befinden sich Gebäude, die nach außen hin spitz zulaufen und dem Stadion eine charakteristische Form geben. Um das Stadion liegen fünf Fußballfelder und große Parkplatzflächen.

## Name
Von 1998 bis 2008 trug die Anlage den Namen Ecco-Stadion, nach dem damaligen Hauptsponsor. Von 2012 bis zum Saisonende 2015 trug die Spielstätte den Namen Brainwash Stadion De Vliert. Nach dem Auslaufen des Vertrages erhielt es ab der Saison 2015/16 die Bezeichnung Timmermans Infra Stadion De Vliert. Zunächst wurde mit dem Kabel- und Leitungsdienstleister Timmermans Infra ein Vertrag über ein Jahr vereinbart.